# 둥근귀관코과일박쥐
둥근귀관코과일박쥐 또는 둥근귀뿔과일박쥐(Nyctimene cyclotis)는 큰박쥐과에 속하는 박쥐의 일종이다. 산관코과일박쥐(Nyctimene certans)와 같은 종으로 추정하기도 하지만 아직 분류학적으로 미해결 상태로 남아 있다. 가능한 이명은 1991년 피터슨(Randolph L. Peterson)이 조사했고, 형태학에 기초하여 두 개의 다른 집단으로 분리했다. 인도네시아의 서파푸아 주와 만수아르 섬에서 발견된다.